# Dragon Ball: Final Bout
Dragon Ball: Final Bout (ドラゴンボール ファイナルバウト?, Doragon Bōru Fainaru Bauto), conosciuto nel Nord America come Dragon Ball GT: Final Bout, è un picchiaduro a incontri sviluppato e pubblicato da Bandai il 21 agosto 1997 in Giappone, ad ottobre in Nord America e il 6 novembre in Europa per PlayStation.
Il gioco si distingue dai precedenti titoli dedicati al noto manga Dragon Ball poiché è il primo di questi a vantare di una grafica di gioco tridimensionale.
Il video d'apertura del gioco è stato girato dal regista giapponese Mitsuo Hashimoto.

## Modalità di gioco
Il gioco presenta un gameplay simile agli altri picchiaduro dedicati a Dragon Ball: il giocatore avrà a disposizione un tasto per sferrare un pugno, un altro per sferrare un calcio, uno per lanciare Ki Blast e un altro per pararsi. I tasti direzionali serviranno per muoversi all'interno dell'arena di gioco (il combattente però non potrà interagire con gli elementi di essa) e il lottatore potrà anche volare. Premendo una determinata serie di tasti il giocatore potrà sferrare gli attacchi speciali distintivi del personaggio (ad esempio, Goku potrà sferrare una "Kamehameha" e Piccolo sferrerà un "Makankosappo"), che causano grandi danni al nemico, che potrà comunque ripararsi o respingere l'attacco con un suo attacco speciale. 
Nel caso questo avvenga si effettuerà uno "scontro di colpi", in cui il giocatore dovrà premere ripetutamente i tasti per poter permettere al suo attacco di sopraffare quello avversario e di colpire il nemico. Nella parte alta dello schermo sono presenti due barre: Una visualizza l'energia del giocatore (che scenderà nel caso questo venga colpito dall'avversario) e l'altra visualizza il ki del personaggio. Quest'ultima diminuirà ogni qualvolta il giocatore sferrerà una ki blast o un attacco speciale. Se questa barra scenderà a zero, il guerriero si fermerà stremato per qualche secondo, e non potrà né muoversi né parare gli attacchi nemici. È possibile comunque ricaricare la barra premendo contemporaneamente i tasti X e quadrato. Al giocatore verrà permesso, premendo determinati tasti, di effettuare delle "METEORE'", che sono lunghissime sequenze di attacchi "combo" alle quali non è possibile sottrarsi. Il giocatore potrà interrompere la sua sequenza di METEORE scagliando il nemico contro una roccia. A questo punto il combattente potrà effettuare un suo attacco speciale inevitabile per il nemico.
Nel gioco sono presenti tre modalità di gioco:
- Battaglia: è la modalità standard in cui, una volta scelto un guerriero, è possibile affrontare svariati avversari fino a fronteggiare il malvagio Super Baby, boss finale del gioco (non utilizzabile dal giocatore), oppure si potrà giocare con un altro giocatore. Utilizzando questa modalità, selezionando VS COM, si potranno sbloccare i personaggi bonus elencati sotto; se si sconfiggerà Super Baby senza farsi colpire, giocando con la difficoltà impostata su DIFFICILE, si potrà affrontare l'ultimo personaggio sbloccabile del gioco: Super Saiyan 4 Goku.
- Torneo: in questa modalità sarà possibile partecipare al Torneo Mondiale o al Gioco di Cell (le due modalità differiscono però solamente nello stage di sfondo) e affrontare vari combattenti aggiudicandosi il titolo di Campione.
- Potenziamento: questa modalità, ripresa dal precedente titolo Dragon Ball Z: Ultimate Battle 22[5] e ulteriormente migliorata, presenta un sistema di crescita simile a quello di un videogioco di ruolo, infatti, una volta selezionato il lottatore, il giocatore dovrà affrontare una serie di incontri via via sempre più difficili; ciascun incontro farà crescere l'esperienza del suddetto lottatore, facendolo salire progressivamente di livello.
- Opzioni: in questa modalità è possibile cambiare i vari parametri del gioco.

## Personaggi giocabili
I personaggi utilizzabili inizialmente sono 10:
- Goku
- Pan
- Goku da piccolo[N 1]
- Trunks
- Super Vegeta[N 2]
- Gohan
- Cell
- Majin Boo[N 3]
- Frieza
- Piccolo

È possibile in seguito sbloccare 7 personaggi bonus (anche con 2 serie di trucchi da eseguire nella schermata iniziale; in base alla quantità di trucchi usata cambierà anche l'immagine del personaggio nel menù di scelta delle modalità di gioco - nessun trucco: Super Goku; solo il primo trucco: Super Saiyan Goku; primo e secondo trucco: Super Saiyan 4 Goku che prepara una "Kamehameha x10":
- Super Goku da piccolo
- Super Trunks
- Super Goku
- Super Saiyan Trunks[N 4]
- Super Saiyan Goku[N 5]
- Super Vegetto[N 6]
- Super Saiyan 4 Goku[N 7]

Attorno a questo gioco sono presenti svariate leggende metropolitane riguardanti alcuni personaggi segreti sbloccabili, come Pilaf, Gogeta e Gotenks.

## Doppiaggio
L'edizione originale giapponese mantiene gli stessi doppiatori impiegati nelle serie anime e nei media correlati, mentre quella americana non presenta il cast della Funimation, il quale si è occupato del doppiaggio delle serie animate e dei videogiochi per il Nord America. Una particolarità legata sempre alla versione statunitense è che sono stati doppiati unicamente i dialoghi prima e dopo della battaglia tra due personaggi mentre durante i combattimenti l'audio torna quello originale. In Europa sono state mantenute le voci giapponesi.
| Personaggio           | Doppiatore originale       | Doppiatore americano     |
| --------------------- | -------------------------- | ------------------------ |
| Goku                  | Masako Nozawa              | Steven Blum              |
| Super Goku            | Masako Nozawa              | Steven Blum              |
| Super Saiyan 4 Goku   | Masako Nozawa              | Steven Blum              |
| Super Saiyan Goku     | Masako Nozawa              | Steven Blum              |
| Goku da piccolo       | Masako Nozawa              | Brianne Siddall          |
| Super Goku da piccolo | Masako Nozawa              | Brianne Siddall          |
| Gohan                 | Masako Nozawa              | Lex Lang                 |
| Super Vegeta          | Ryō Horikawa               | Milton James             |
| Super Vegetto         | Masako Nozawa Ryō Horikawa | Steven Blum Milton James |
| Trunks                | Takeshi Kusao              | Skip Stellrecht          |
| Super Trunks          | Takeshi Kusao              | Skip Stellrecht          |
| Super Saiyan Trunks   | Takeshi Kusao              | Skip Stellrecht          |
| Pan                   | Yūko Minaguchi             | Lia Sargent              |
| Cell                  | Norio Wakamoto             | Jonathan Cook            |
| Frieza                | Ryūsei Nakao               | Kevin Seymour            |
| Majin Boo             | Kōzō Shioya                | Kevin Seymour            |
| Super Baby            | Yūsuke Numata              | Joe Romersa              |
| Piccolo               | Toshio Furukawa            | Dan Woren                |

## Colonna sonora
La colonna sonora del gioco è stata realizzata da Kenji Yamamoto, come già era accaduto in precedenza per altri titoli legati a Dragon Ball (e che in seguito compose le tracce di Dragon Ball Kai dal 2009 al 2011). In realtà, di tutti i brani di sottofondo utilizzati durante i combattimenti, solo cinque sono nuove composizioni, mentre gli altri sono arrangiamenti di musiche già utilizzate nell'era dei 16 e 32 bit. 
Sono presenti anche quattro nuove canzoni, il tema di apertura Biggest Fight, quelli di chiusura Kimi o Wasurenai e Thank You, e infine il tema di Goku Super Saiyan 4 intitolato Hero of Heroes, tutte cantate da Hironobu Kageyama assieme al supporto di Kuko per le seconde voci. 
L'album è stato pubblicato il 12 settembre 1997 dalla Zain Records in esclusiva in Giappone con il titolo di Dragon Ball Final Bout: Original Soundtrack (ドラゴンボール ファイナルバウト オリジナルサウンドトラック?, Doragon Bōru Fainaru Bauto Orijinaru Saundotorakku). L'arrangiamento vocale del tema di Future Trunks "Hikari no Will Power" è stato pubblicato come bonus track nascosta.
Musiche di Kenji Yamamoto.
1. Hironobu Kageyama – The Biggest Fight: Clash (「THE BIGGEST FIGHT ～激突～」?, "The Biggest Fight" ~Gekitotsu~) – 3:32
2. Journey of Adventure: Classical Arrangement Version (「冒険の旅」～Classic arrange version～?, "Bōken no Tabi" ~Classic arrange version~) – 2:41
3. Son Goku's Fighting Routine Waltz: Classical Arrange Version (「孫悟空演部曲」～Classic Arrange Version～?, "Son Gokū Enbu-Kyoku" ~Classic Arrange Version~) – 2:56
4. Son Goku's New Flight!: Powerful Arrange Version (「孫悟空、新たな飛翔！」～Powerful arrange version～?, "Son Gokū, Arata na Hishō!" ~Powerful arrange version~) – 3:50
5. Hironobu Kageyama – I Won't Forget You (君を忘れない?, Kimi o Wasurenai) – 3:54
6. The Golden Warrior: Symphony Classical Version' (「山吹色の戦士」～Symphony classic version～?, "Yamabuki-Iro no Senshi" ~Symphony classic version~) – 3:54
7. Symphony in D-minor: "Majin" (交響曲・ニ短調「魔人」?, Kōkyōkyoku Nitanchō "Majin") – 4:39
8. The Gleaming Potara!: Techno House Version (「閃光のポタラ！」～Techno house version～?, "Senkō no Potara!" ~Techno House Version) – 5:08
9. Hironobu Kageyama – Thank You! (THANK YOU!?, Thank You!) – 3:53
10. Wish of Pan: Piano Ballad Version (「パンの願い」～Piano Ballad version～?, "Pan no Negai" ~Piano Ballad version~) – 1:12
11. Symphonic Poem: "Revenge" (交響詩「復讐」?, Kōkyōshi "Fukushū") – 4:22
12. Hironobu Kageyama – Hero of Heroes (HERO OF HEROES?, Hero of Heroes) – 5:00
13. Willpower of Light (光のWILL POWER?, Hikari no Will Power) (ghost track) – 4:56

Durata totale: 49:57

### Annotazioni
1. ↑  Chiamato Goku da piccolo nella schermata di selezione dei personaggi e Goku P. nel gioco.
2. ↑  Chiamato Super Vegeta nella schermata di selezione dei personaggi e Vegeta nel gioco.
3. ↑  Chiamato Majin Boo nella schermata di selezione dei personaggi e Boo nel gioco.
4. ↑  Chiamato Super Saiyan Trunks nella schermata di selezione dei personaggi e Trunks Super Saiyan nel gioco.
5. ↑  Chiamato Super Saiyan Goku nella schermata di selezione dei personaggi e SS.Goku nel gioco.
6. ↑  Chiamato Super Vegetto nella schermata di selezione dei personaggi e Vegetto nel gioco.
7. ↑  Chiamato Super Saiyan 4 Goku nella schermata di selezione dei personaggi e SS4Goku nel gioco.

### Fonti
1. 1 2  (JA) LINE UP, su dbgame.bn-ent.net. URL consultato il 17 maggio 2023.
2. 1 2 3 4 5 6 7 8   Luca Moltani, Dragonball Final Bout Recensione, su SpazioGames.it, 10 agosto 2000. URL consultato il 17 maggio 2023.
3. ↑  (EN) Dragon Ball GT Final Bout, su The Official PlayStation Museum, 19 ottobre 2013. URL consultato il 1º giugno 2020.
4. ↑  (EN) Dragon Ball GT [PSX – Tech Demo], su Unseen64, 11 aprile 2008. URL consultato il 7 dicembre 2018.
5. ↑  (EN) Renan Fontes, 10 Facts About Dragon Ball GT: Final Bout Everyone Forgets, su CBR, 29 giugno 2020. URL consultato il 28 dicembre 2020.
6. ↑  (EN) Rumor Guide - Gotenks and/or Pilaf Are Playable in Dragon Ball: Final Bout, su Kanzenshuu. URL consultato il 29 dicembre 2015.
7. ↑  (EN) Dragon Ball GT: Final Bout - Credits, su Behind The Voice Actors. URL consultato il 13 febbraio 2018.
8. 1 2  (EN) Dragon Ball Final Bout Original Soundtrack, su VGMdb. URL consultato il 6 febbraio 2018.
9. ↑  (EN) Dragon Ball Final Bout: Original Soundtrack, su MusicBrainz. URL consultato il 29 dicembre 2015.